# キーウのマドンナ
キーウのマドンナは、2022年のロシア連邦軍によるウクライナの首都キーウへの攻撃から身を守るためにキーウ地下鉄に避難した子供に授乳している女性を描いた、象徴的な図像である。ジャーナリストのフェルデシュ・アンドラーシュの撮影した写真がインターネットで人気を博し、人道的危機と不当な戦争を描いたイラストレーションになった。この絵はイタリアのムニャーノ・ディ・ナーポリにあるカトリック教会の聖像として採用され、抵抗と希望を表す芸術的表象となった。

## 歴史
ハンガリーのジャーナリストであるフェルデシュ・アンドラーシュは、ロシアのウクライナ侵攻が開始された直後の2月25日にロシア連邦軍によるキーウへの攻撃から身を守るため自身の夫とともにキーウ地下鉄のトンネルに避難して生後3か月の娘マリチカを授乳させている27歳のテチアナ・ブリズニアックの写真を撮影した。夫婦は2月26日に避難することになっていたが、戦闘のために避難していたトンネルから出ることができなかった。写真は瞬く間に広まり、バチカンの公式ウェブサイトでも共有された。ドニプロ出身のウクライナの芸術家であるマリーナ・ソロメニコワはその写真を、赤ちゃんに授乳している聖母の肖像画として、女性を象徴的に描いた。写真では、ウクライナ人の女性の頭飾りが聖母のベールとして使用され、また女性の頭は地下鉄の地図の前に描かれている。2022年3月5日、マリーナ・ソロメニコワは自分が作成した肖像画をインターネットに投稿した。
イエズス会の司祭であるヴャチェスラフ・オクンの要請により、この「地下鉄のマドンナ」の肖像画のキャンバスコピーがイタリアに送られ、司祭が奉仕する場所に保管された。聖木曜日にナポリ大司教は絵画を聖別した。肖像画はムニャーノ・ディ・ナーポリにあるイエスの聖心教会に展示され、「キーウのマドンナ」と呼ばれるようになった。2022年3月25日には教皇フランシスコによって聖別された。
テチアナ・ブリズニアックは後にリヴィウへと避難した。

## 重要性
この図像は、人道的危機と不当な戦争を描いており、ウクライナ人の希望と静かな抵抗の象徴でもある。ヘロデ大王の危険から避難したナザレのイエスの母としての肖像画は戦争の暴力から避難し赤ちゃんを看護する現代の聖母の象徴と見なされている。ウラジーミルの生神女は、ウクライナの歴史と国民的アイデンティティにおける役割でも重要である。ソビエト時代には、この画像はウクライナのナショナリズムとソビエトによる支配への抵抗の象徴として使用されていたが、現在はそれは文化財であり、ウクライナのアイデンティティと遺産の象徴と見なされている。